# Lindera tessellatella
Lindera tessellatella là một loài bướm đêm thuộc họ Tineidae. Nó là một loài phân bố rộng, đầu tiên được mô tả từ Nam Phi, nhưng đã được ghi nhận từ Africa, châu Âu, Bắc Mỹ, Úc, New Zealand, Fiji và Hawaii.
Sải cánh dài 20–30 mm. Cánh trước màu nâu xám.
Ấu trùng ăn mảnh vụn thực phẩm, động vật chân đốt chết.